# Saint-Martin-Labouval
Saint-Martin-Labouval ist eine französische Gemeinde mit 196 Einwohnern (Stand: 1. Januar 2022) im Département Lot in der Region Okzitanien. Sie gehört zum Arrondissement Cahors und zum Kanton Causse et Vallées.
Die Gemeinde grenzt im Norden an Sauliac-sur-Célé, im Osten an Larnagol, im Südosten an Calvignac, im Süden an Cénevières, im Südwesten an Crégols und im Westen an Tour-de-Faure. Der Lot bildet im Süden die Gemeindegrenze.

## Bevölkerungsentwicklung
| Jahr      | 1962 | 1968 | 1975 | 1982 | 1990 | 1999 | 2008 | 2018 |
| --------- | ---- | ---- | ---- | ---- | ---- | ---- | ---- | ---- |
| Einwohner | 293  | 234  | 186  | 205  | 170  | 179  | 177  | 185  |

## Sehenswürdigkeiten

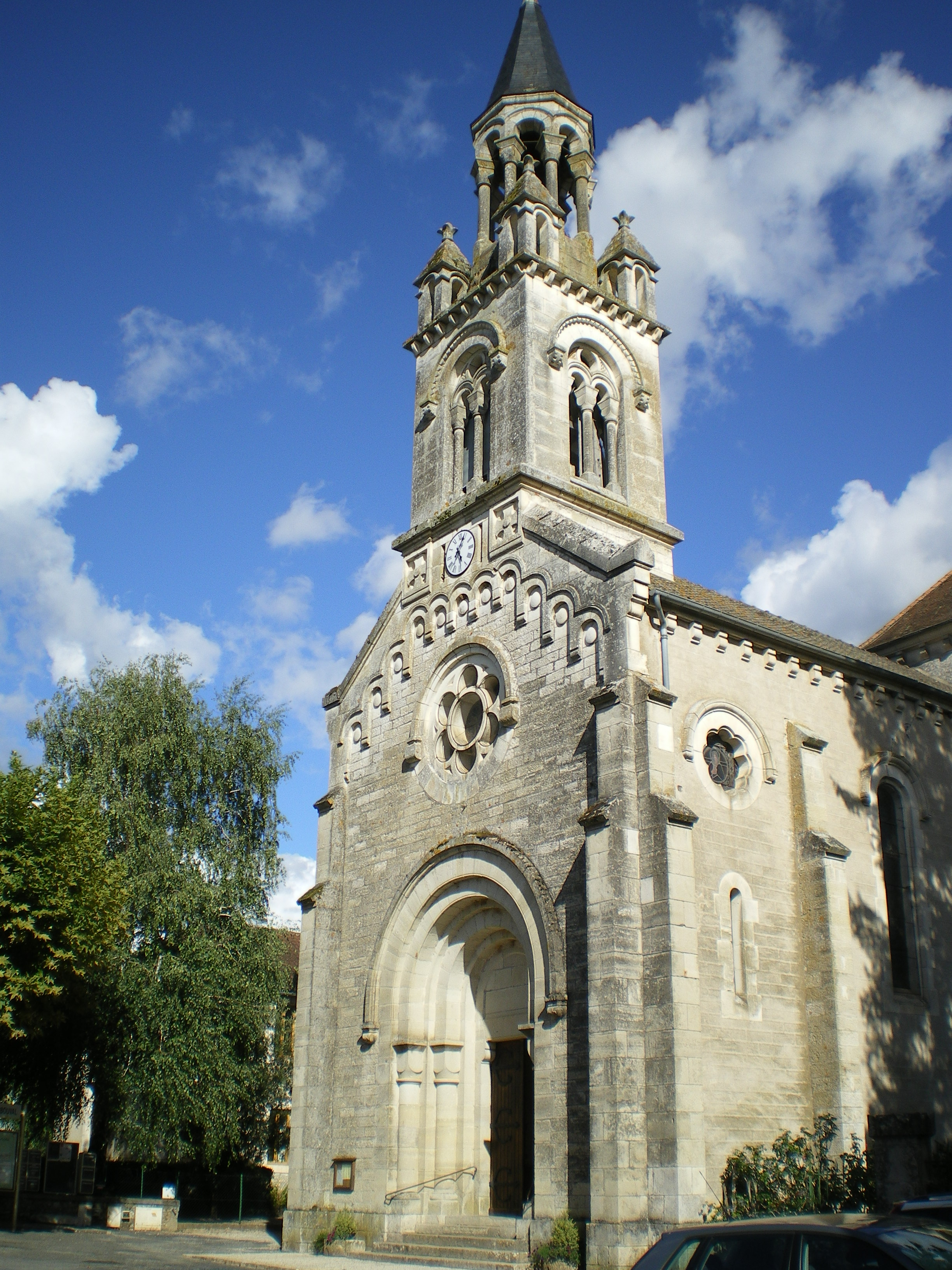
Kirche Saint-Martin
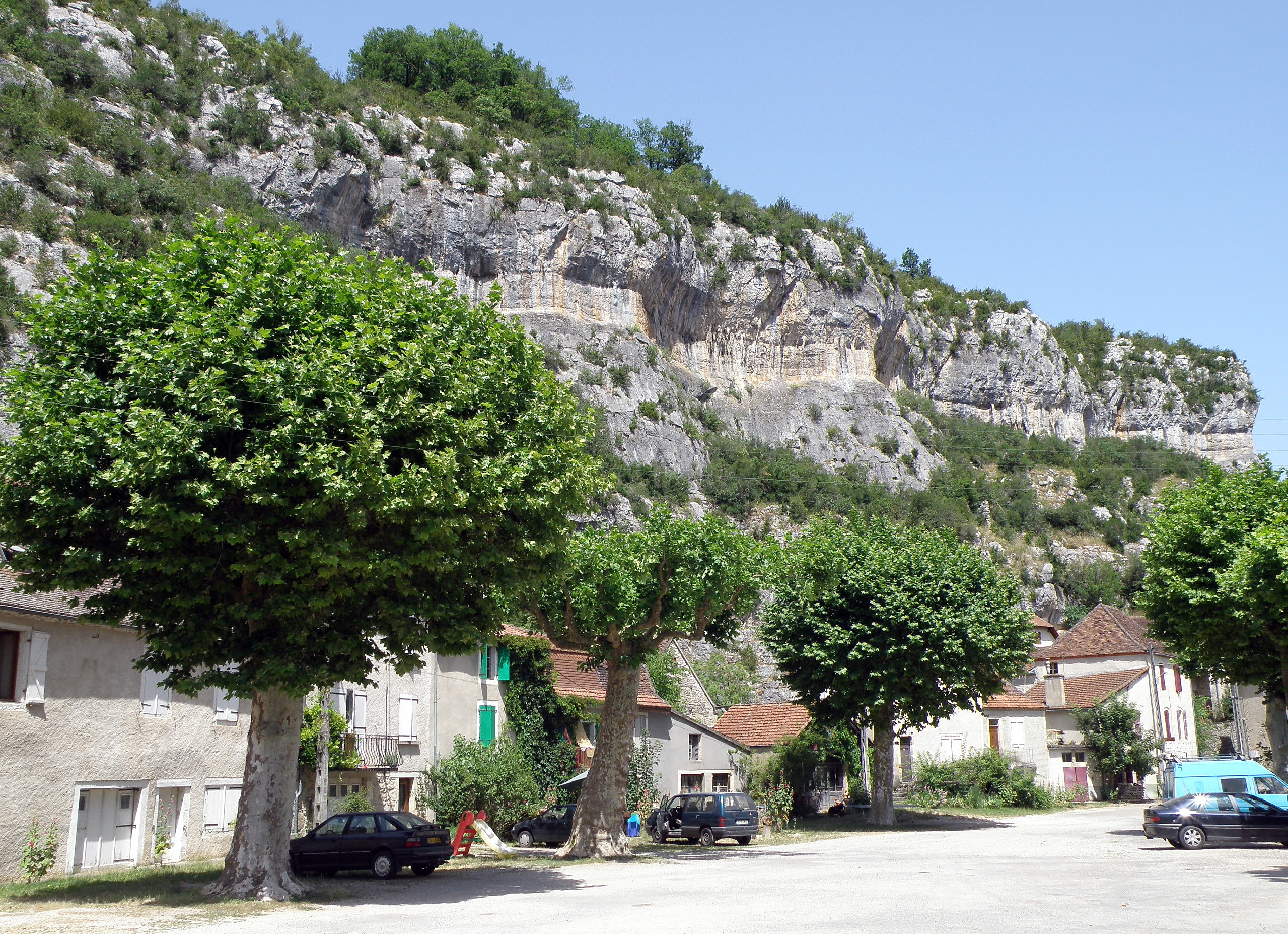
Felslandschaft bei Saint-Martin-Labouval

- Kirche Saint-Martin
- Felslandschaft bei Saint-Martin-Labouval

## Persönlichkeiten
- Marcel Decremps (1910–1989), Journalist und Okzitanist